# 여서문자

여서문자. 우에서 좌로 쓴다.

여서문자(女書文字, 중국어 간체자: 女书, 정체자: 女書, 병음: Nǚshū 뉘수[*])는 중화인민공화국 후난성 융저우시 장융현에서 쓰이는 음절 문자이다. 여성들만 사용하고 어머니가 딸에게만 전수하기 때문에 여서(女書)라는 이름이 붙었다.

## 특징
한자와 달리 표음문자, 음절문자이다. 글자 수는 약 600~700여개에 이르며, 야오족의 청관 방언의 표기에 쓰인다. 글자 수는 청관 방언의 약 ½에 해당하는 숫자이며, 나머지 음절(성조 포함)은 부호를 덧붙여 나타낸다. 청관 방언이 따이까다이어족에 속하는지, 중국어의 방언인 샹어의 일종인지는 명확하지 않다.
여서 문자의 글꼴은 한자의 영향을 받았으나 명확한 대응 관계를 이룰 정도는 아니며 위아래로 긴 점과 선으로 이루어져 있다. 또한 자수 문양과도 많이 닮았는데, 실제로 자수의 형태로 문자를 기록하는 일이 많다. 여서 문자는 우종서로 주로 쓰인다.

## 역사
오래전부터 현대에 이르기까지 장융현의 여성들은 문자 즉 남성들의 전유물로 여겨진 한자를 사용하는 것이 금기시되었다. 이 때문에 여성들의 의사 표시의 도구로서 창제되어 남성들의 눈을 피해 비밀리에 대대로 전수 되어 온 것이 여서 문자다. 문자의 전수는 어머니나 의자매가 맡았다. 때때로 장식 무늬 등으로 위장하기도 했다. 대부분의 글씨는 5자나 7자로 구성된 시의 형태로 기록되었다. 이 시는 주로 여성들만의 애환이나 소망, 희망 등의 내용을 이루고 있다.
1930년 일본의 중국 침략 당시에 일본군은 여서 문자가 암호로 사용되는 것을 우려하여 이 문자의 사용을 금지했다. 실제로 이 문자는 항일 가요 등을 짓는 데 쓰이기도 했다. 여서 문자는 세계에 거의 알려지는 일 없이 존재하다가, 학자들이 1983년에 그 존재를 알리게 되었다. 중화인민공화국 건국 이후 문자 보급이 전 국민을 대상으로 실시되면서, 여서 문자의 이용 가치가 상실되었고 배우려는 사람이 없게 되었다. 현재는 중화인민공화국 정부가 학술 연구 및 보존 대책 등을 실시하고 있는 정도이다.

## 여서 문학
여서 문자는 대부분 《삼조서》(三朝書)라는 책의 형태로 가장 많이 기록되어 있다. 이 문서는 시집 간 딸에게 결혼 후 3일(세 번의 아침) 후에 건넨다고 해서 이 이름이 붙었다. 주로 딸을 보낸 슬픔과 행복을 기원하는 내용이 적혀 있다.

## 근래 현황
2004년 여서 문자 최후의 능숙자인 양환이(陽煥宜)가 98세를 일기로 사망했다. 현 정부는 주로 홍콩의 자금 등을 투자 받아, 여서 박물관 설립을 추진하고 있으나, 정식적인 여서 문자 계승자가 없는 상태여서 고심하고 있다.

## 같이 보기
- 히라가나
- 라아단